# Paraplesiataenius genieri
Paraplesiataenius genieri är en skalbaggsart som beskrevs av Zdzisława Stebnicka 2003. Paraplesiataenius genieri ingår i släktet Paraplesiataenius och familjen Aphodiidae. Inga underarter finns listade i Catalogue of Life.